# دهستان گویجه‌بل
دهستان گویجه‌بل یکی از دهستان‌های استان آذربایجان شرقی است که در بخش مرکزی شهرستان اهر واقع شده‌است.